# Штурм (боевой модуль)

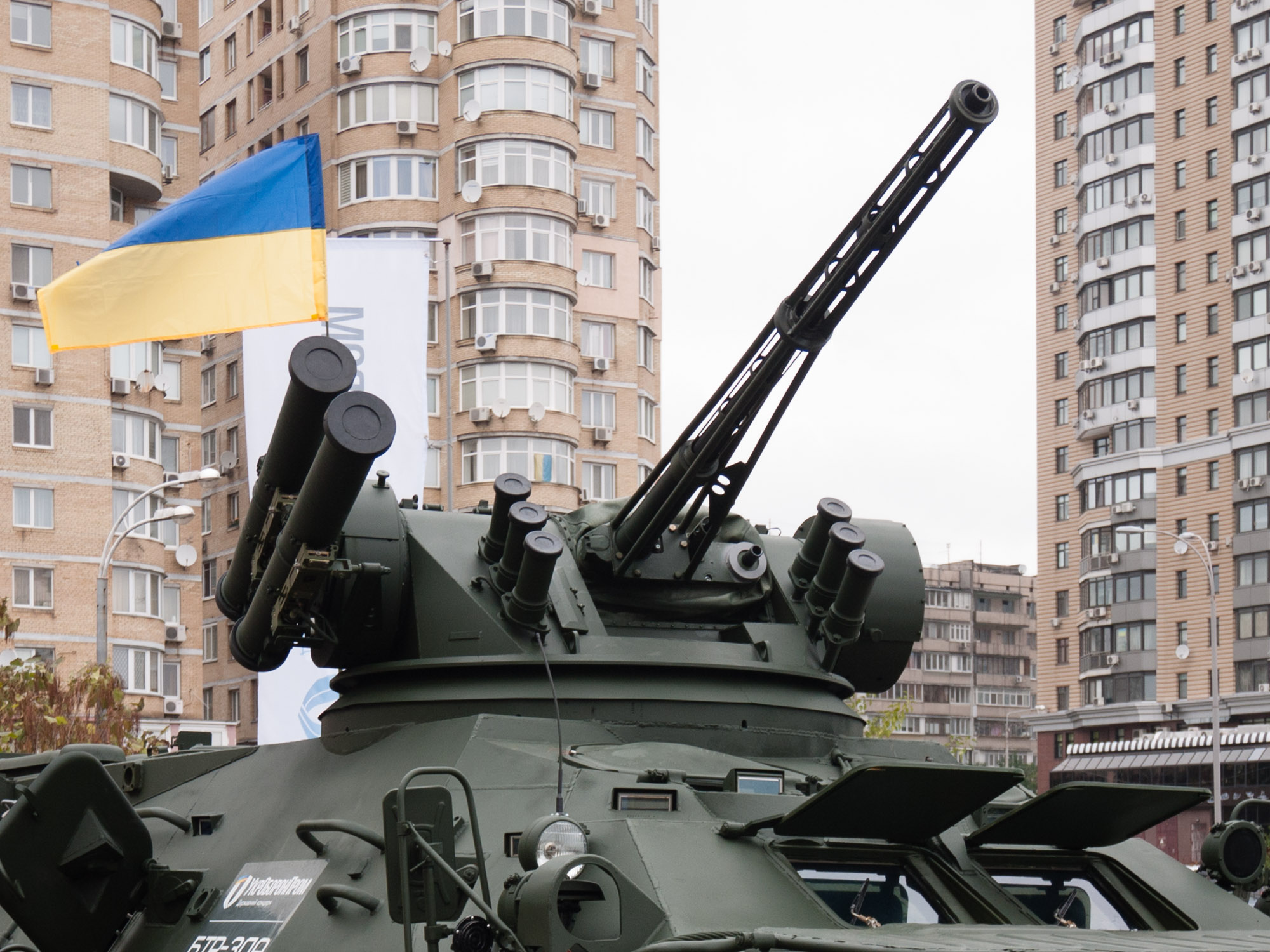
Боевой модуль «Штурм» на БТР-3 в МВЦ

«Штурм» — это башенный боевой модуль украинского производства, предназначенный для установки на боевые машины пехоты и бронетранспортёры.

## История
Боевой модуль БМ-3М был разработан ХКБМ для бронетранспортёра БТР-3Е как дальнейшее развитие боевого модуля КБА-105 «Шквал» с новой системой управления огнём «Трек», разработанной Черниговским заводом радиоприборов.
После завершения разработки системы управления огнём «Трек-М», на боевой модуль «Штурм» начали устанавливать систему управления огнём «Трек-М».
Модуль устанавливался на бронетранспортёры БТР-3Е, БТР-3Е1 и БТР-4 и может быть установлен на другие образцы бронетехники.
22 сентября 2015 года на оружейной выставке «Зброя та безпека-2015» был представлен усовершенствованный вариант боевого модуля БМ-3М «Штурм-М», в конструкцию которого были внесены изменения с учётом опыта, полученного в ходе эксплуатации модуля в войсках.
В апреле 2018 года компания «Укринмаш» (дочерняя организация государственной компании «Укрспецэкспорт» концерна «Укроборонпром») предложила проект переоборудования самоходных артиллерийских установок 2С1 в боевые машины пехоты «Кевлар-Е». Проект предусматривает демонтаж башни САУ со 122-мм орудием, увеличение высоты крыши в кормовой части машины с созданием десантного отделения на шесть человек и установку на крыше десантного отделения боевого модуля БМ-3 «Штурм».

## Описание
Вооружением боевого модуля БМ-3М «Штурм» является
- 30-мм автоматическая пушка ЗТМ-1 с боекомплектом 200 снарядов
- спаренный с пушкой 7,62-мм пулемёт ПКТ (или его аналог КТ-7,62 украинского производства) с боекомплектом 2000 патронов
- 30-мм автоматический гранатомёт АГ-17 (или его аналог КБА-117 украинского производства) с боекомплектом 87 выстрелов
- 130-мм ПТРК «Барьер» с четырьмя ракетами
- шесть 81-мм пусковых установок дымовых аэрозольных гранат «Туча»[8].

Модуль оснащён цифровым стабилизатором вооружения СВУ-500-3Ц.
Масса боевого модуля с полным боекомплектом составляет 1300 кг.

## Варианты и модификации
- БМ-3М «Штурм-М» — вариант, производство которого освоил Киевский бронетанковый завод[10]

- модернизированный БМ-3М «Штурм-М» — вариант, представленный 22-24 сентября 2015 на выставке вооружения «Зброя та безпека-2015». Сообщается, что по результатам эксплуатации и боевого применения в конструкцию внесено более 700 изменений: изменена компоновка модуля, прицельные приспособления получили дополнительную защиту, установлены современный бортовой компьютер и новый пульт управления огнём, соответствующий стандартам НАТО. В мае 2016 года было объявлено, что модуль дооборудован мультиспектральной сеткой производства польской компании «Lubawa S.A.», предназначенной для маскировки модуля и боевой машины в тепловизионном и радиодиапазоне

- БМ-3С «Штурм-С»[13] — экспортный вариант, оснащён системой управления огнём «Астра» и стабилизатором СВУ-500-10Р[14]
- БМ-5 «Катран-С» — унифицированный вариант для установки на бронетранспортёры и БМП-1, разработка которого была завершена в 2013 году[15]. Производство модуля освоил Житомирский бронетанковый завод[16]
- БМ-5М.01 «Катран-М» — вариант для установки на корабли и катера, производство которого освоил «Николаевский ремонтно-механический завод»[17]

## Страны-эксплуатанты
- Таиланд: боевые модули «Штурм» установлены на БТР-3Е1, поставленные для вооружённых сил Таиланда[8]
- Украина — 12 боевых модулей БМ-5М.01 «Катран-М» установлены на бронекатера «Гюрза-М» (по два на каждый катер), переданные в ноябре 2015 года[18] и 2017 году в состав ВМС Украины[19]
- Экваториальная Гвинея: два боевых модуля БМ-5М.01 «Катран-М» украинского производства установлены на патрульный корабль «Bata», ещё два — на амфибийный фрегат «Capitán de Fragata David Eyama Angue Osa» военно-морских сил Экваториальной Гвинеи[20]